# Winner-take-all
Принцип WTA (Winner-take-all, Переможець отримує все) застосовується в штучних нейронних мережах при прийнятті рішень і завдань класифікації. Він полягає в тому, що рішенням вважається така альтернатива, у якої вихідне значення відповідного нейрона є максимальним.
Цей принцип вважається аналогією принципу плюралізму.

## Штучні нейронні мережі
В теорії штучних нейронних мереж, нейромережі winner-take-all є прикладом конкурентного навчання в нейронних мережах зі зворотніми зв'язками. Вихідні нейрони нейромережі інгібують один одного, активуючи в цей час самих себе через зворотні зв'язки. Через деякий час лише один нейрон буде активним, а саме той, який відповідає найбільшому входу нейромережі. Таким чином, нейронна мережа використовує нелінійне інгібування для того, щоб визначити вхідний нейрон найбільшим сигналом. Winner-take-all — це один із загальних обчислювальних принципів, який може бути використаний для різних типів нейромереж, включаючи нейромережі в неперервному часі і спайкові нейронні мережі.
Нейромережі типу winner-take-all часто використовуються в обчислювальних моделях мозку, а саме для розподіленого прийняття рішень в неокортексі. Приклади включають ієрархічні моделі зору  і моделі селективної уваги і розпізнавання. Цей принцип також часто використовується в нейроморфних аналогах VLSI. Формально було доведено що операція winner-take-all більш обчислювально потужна, ніж інші нелінійні операції, наприклад порогова функція. Будь-яка неперервна функція може бути апроксимована з допомогою нейромережі із алгоритмом winner-take-all як єдиною нелінійною операцією.
У багатьох практичних випадках застосовують принцип k-winners-take-all. Згідно з цим принципом k нейронів стають активними для фіксованого числа k.